# Bartłomiej kurkowiak
Jeden z użytkowników Wikipedii oznaczył tę stronę jako kwalifikującą się do natychmiastowego skasowania.
W najbliższym czasie administratorzy Wikipedii zweryfikują to zgłoszenie.
Jeśli nie zgadzasz się z oceną wikipedysty, wypowiedz się na stronie dyskusji. Autorów prosimy o zapoznanie się z informacjami o najczęstszych powodach usuwania artykułów.
Uzasadnienie: treść nieencyklopedyczna, patrz: pierwsze kroki
Administratorze! Pamiętaj, żeby przed skasowaniem artykułu sprawdzić linkujące, dyskusję i historię zmian (ostatnia zmiana wykonana przez Jeż0216).

Bartłomiej Kurkowiak - to piłkarz MLKS Unia Gniewkowo ma 15 lat jest napastnikiem, Jako uczeń szkoły branżowej w Gniewkowie młody talent ma zamiar rozwijać się w zawodzie operator maszyn CNC